# Tuchowicz (gromada)
Tuchowicz – dawna gromada, czyli najmniejsza jednostka podziału terytorialnego Polskiej Rzeczypospolitej Ludowej w latach 1954–1972.
Gromady, z gromadzkimi radami narodowymi (GRN) jako organami władzy najniższego stopnia na wsi, funkcjonowały od reformy reorganizującej administrację wiejską przeprowadzonej jesienią 1954 do momentu ich zniesienia z dniem 1 stycznia 1973, tym samym wypierając organizację gminną w latach 1954–1972.
Gromadę Tuchowicz z siedzibą GRN w Tuchowiczu utworzono – jako jedną z 8759 gromad na obszarze Polski – w powiecie łukowskim w woj. lubelskim na mocy uchwały nr 13 WRN w Lublinie z dnia 5 października 1954. W skład jednostki weszły obszary dotychczasowych gromad Tuchowicz, Józefów, Celiny i Annonin oraz miejscowość Kij z dotychczasowej gromady Gózd ze zniesionej gminy Tuchowicz w tymże powiecie. Dla gromady ustalono 23 członków gromadzkiej rady narodowej.
29 lutego 1956 do gromady Tuchowicz włączono wsie Gózd, Gózd Włościański i Gózd Szlachecki z gromady Jedlanka w tymże powiecie.
Gromada przetrwała do końca 1972 roku, czyli do kolejnej reformy gminnej.